# Stéphanie Cohen-Aloro
Stephanie Cohen-Aloro (Parigi, 18 marzo 1983) è un'ex tennista francese.
La sua migliore posizione nella classifica mondiale del singolare è stata il numero 61, raggiunta il 6 ottobre 2003; nel doppio femminile invece ha occupato anche la posizione 54 nel 2005.
La tennista è di religione ebraica.

## Carriera
Esordisce giovanissima fra i professionisti nell'ottobre 1998, sconfitta al primo turno del torneo futures di Saint Raphael dalla slovacca Alena Paulenkova. Un infortunio le fa perdere tutta l'annata 1999, fino a rientrare alle competizioni ad Amiens nel marzo 2000, dove viene battuta in semifinale da Kim De Weille. 

Grazie ad una wild card partecipa per la prima volta al Roland Garros, perdendo al primo turno con la tedesca Meike Babel. A novembre raggiunge la semifinale anche al futures di Deauville (fuori in 4 set con Nathalie Viérin).
Al Roland Garros 2001 passa per la prima volta il turno in un torneo del Grande Slam, sconfiggendo Angelika Roesch prima di perdere con l'italiana Adriana Serra Zanetti. Dopo una stagione sotto le aspettative, ad ottobre raggiunge la semifinale del torneo ITF di Joue-les-Tours e vince quello di Bangkok, battendo in finale la connazionale Marina Caiazzo. 

L'anno seguente conquista altri due tornei ITF: Cardiff (6-1 6-1 su Sandra Kleinová) e Mount Gamier (6-4 6-2 su Melinda Czink). 

Partecipa inoltre per la prima volta ad un torneo WTA: eliminata al primo turno in Lussemburgo da Amanda Coetzer, dopo aver sconfitto nelle qualificazioni le top100 Marta Marrero e Alicia Molik. A Pattaya City, due settimane dopo, raggiunge anche il secondo turno.
Il 2003, oltre che essere l'anno della sua esplosione definitiva, è anche la stagione in cui consegue risultati raramente eguagliati in seguito. Inizia con due exploit: sconfigge la numero 24 al mondo Tat'jana Panova a Tokyo e la numero 15 Anna Smashnova a Parigi.
Grazie al secondo turno raggiunto ad Indian Wells (vincendo contro Barbara Schett e perdendo contro Magdalena Maleeva) riesce ad entrare fra le prime 100 tenniste al mondo. 

Ad aprile esce ai quarti al torneo dell'Estoril e vince l'ITF di Cagnes-sur-Mer. 

Al Roland Garros perde al secondo turno da Patty Schnyder dopo aver vinto con l'argentina Natalia Gussoni, mentre a Wimbledon è subito battuta da Emmanuelle Gagliardi. Allo US open invece vince contro Alina Židkova, ma deve arrendersi al secondo turno con la connazionale Amélie Mauresmo. 

Sebbene sconfitta già al secondo turno nel torneo ITF di Bordeaux, il 6 ottobre 2003 raggiunge la 61ª posizione del ranking mondiale, ancora oggi suo miglior risultato.
Il 2004 è un'annata avara di soddisfazioni: una semifinale WTA all'Estoril persa contro Iveta Benešová e la finale ITF a Saint Raphael (sconfitta da Barbora Záhlavová-Strýcová).
Stéphanie Cohen-Aloro inizia il 2005 battendo a sorpresa Mary Pierce nel primo turno dell'Australian Open, ma sempre a sorpresa viene sconfitta subito dopo dalla britannica Elena Baltacha. A Miami vince contro la numero 21 del ranking Daniela Hantuchová, perdendo poi nel terzo turno contro la croata Karolina Šprem.
Nel 2006 vince il torneo ITF di Biarritz (3 set in finale sulla romena Mădălina Gojnea) ma non ottiene risultati importanti nelle competizioni WTA.
La stagione 2007 la vede arrivare nei quarti di finale a Stoccolma, dopo aver vinto al primo turno con Yvonne Meusburger.
Gli acuti nel circuito WTA sono comunque scarsi; fa eccezione il buon risultato ottenuto al Roland Garros, dove esce al terzo turno per mano di Tathiana Garbin dopo aver battuto nell'ordine Nastas'sja Jakimava e Květa Peschke.
Nell'aprile 2008 torna a vincere un torneo ITF, a Saint-Malo contro Jelena Kostanić Tošić. A Barcellona si arrende in semifinale davanti a Marija Kirilenko, dopo aver sconfitto al primo turno Dominika Cibulková.
Cohen Aloro inizia con un secondo turno all'Australian Open la stagione 2009, che la vede nuovamente navigare intorno al 100º posto del ranking mondiale. A maggio raggiunge i quarti a Strasburgo, 
perdendo da Viktorija Kutuzova dopo aver sconfitto Gisela Dulko. A settembre vince il torneo ITF di Denain, giocato sulla terra rossa.

## Statistiche

### Risultati in progressione
| Sigla | Risultato               |
| ----- | ----------------------- |
| V     | Vincitore               |
| F     | Finalista               |
| SF    | Semifinalista           |
| O     | Oro olimpico            |
| A     | Argento olimpico        |
| SF    | Bronzo olimpico         |
| QF    | Quarti di Finale        |
| 4T    | Quarto turno            |
| 3T    | Terzo turno             |
| 2T    | Secondo turno           |
| 1T    | Primo turno             |
| RR    | Round Robin             |
| LQ    | Turno di qualificazione |
| A     | Assente                 |
| ND    | Non disputato           |

| Legenda superfici    |
| -------------------- |
| Cemento              |
| Terra battuta        |
| Erba                 |
| Superficie variabile |

#### Singolare nei tornei del Grande Slam
| Torneo          | 2000 | 2001 | 2002 | 2003 | 2004 | 2005 | 2006 | 2007 | 2008 | 2009 | 2010 | 2011 |
| --------------- | ---- | ---- | ---- | ---- | ---- | ---- | ---- | ---- | ---- | ---- | ---- | ---- |
| Australian Open | A    | A    | A    | A    | 1T   | 2T   | A    | 1T   | 1T   | 2T   | 1T   | A    |
| Open di Francia | 1T   | A    | 1T   | 2T   | 1T   | 1T   | 1T   | 3T   | 2T   | 1T   | 2T   | A    |
| Wimbledon       | A    | A    | A    | 1T   | 1T   | A    | A    | A    | 1T   | A    | A    | A    |
| US Open         | A    | A    | A    | 2T   | 1T   | 1T   | A    | 1T   | 1T   | A    | A    | A    |

#### Doppio nei tornei del Grande Slam
| Torneo          | 2000 | 2001 | 2002 | 2003 | 2004 | 2005 | 2006 | 2007 | 2008 | 2009 | 2010 | 2011 |
| --------------- | ---- | ---- | ---- | ---- | ---- | ---- | ---- | ---- | ---- | ---- | ---- | ---- |
| Australian Open | A    | A    | A    | A    | 1T   | 1T   | A    | A    | 1T   | A    | A    | A    |
| Open di Francia | A    | A    | 1T   | 1T   | 1T   | 2T   | 1T   | 1T   | 1T   | 1T   | 1T   | A    |
| Wimbledon       | A    | A    | A    | A    | A    | 2T   | 3T   | 1T   | A    | A    | A    | A    |
| US Open         | A    | A    | A    | 2T   | 2T   | 2T   | 2T   | 1T   | A    | A    | A    | A    |

#### Doppio misto nei tornei del Grande Slam
| Torneo          | 2000 | 2001 | 2002 | 2003 | 2004 | 2005 | 2006 | 2007 | 2008 | 2009 | 2010 | 2011 |
| --------------- | ---- | ---- | ---- | ---- | ---- | ---- | ---- | ---- | ---- | ---- | ---- | ---- |
| Australian Open | A    | A    | A    | A    | A    | A    | A    | A    | A    | A    | A    | A    |
| Open di Francia | A    | A    | A    | A    | 1T   | A    | A    | A    | A    | 1T   | 2T   | A    |
| Wimbledon       | A    | A    | A    | A    | A    | A    | A    | A    | A    | A    | A    | A    |
| US Open         | A    | A    | A    | A    | A    | A    | A    | A    | A    | A    | A    | A    |